# شب بی‌پایان (فیلم ۱۳۷۸)
شب بی پایان فیلمی به کارگردانی حمید تمجیدی و نویسندگی مریم بختیار، حمید تمجیدی ساختهٔ سال ۱۳۷۸ است.

## بازیگران
- حمید تمجیدی
- نلی میناسیان
- ناصر گیتی جاه
- فاطمه گیتی جاه
- فاطمه طاهری
- لوریک میناسیان
- رویا حسنلو
- ژانت وسکانیان
- شبنم اعلایی
- حبیب اله کاظمی
- سورن مناچیکانیان
- علی اکبر یعقوبی
- حسن عبدالعلی زاده
- شراره مهربان
- کسری تمجیدی